# 難波入堀川
難波入堀川（なんばいりほりがわ）は、かつて大阪府大阪市を流れていた運河。難波新川（なんばしんかわ）とも呼ばれた。

## 地理
道頓堀川の大黒橋下流側から南へ分岐して南東へ進路を取り、南海難波駅の西で南へ向きを変えて、阪神高速1号環状線なんば出口付近で高津入堀川・鼬川に合流していた。現在は阪神高速1号環状線の敷地に利用されている。また、東岸の道路は難波西口交差点（叶橋東詰・浪華橋北詰跡）以南においてパークス通の愛称が付けられている。

## 歴史
1732年（享保17年）に享保の大飢饉が起こると、江戸幕府によって西成郡難波村領内に災害救援用の米蔵、難波御蔵（なんばおくら）が設置され、翌1733年（享保18年）には窮民対策も兼ねて、道頓堀川と難波御蔵を結ぶ難波入堀川が開削された。
入堀で汚濁が激しく不衛生だったため、1879年（明治12年）に鼬川まで延長開削された。難波御蔵は1897年（明治30年）に解体され、跡地はまず大蔵省専売局の煙草工場、次いで大阪球場に利用され、現在はなんばパークスとなっている。
叶橋以北の西岸には1908年（明治41年）に大阪市電南北線が敷設され、賑橋以北の東岸にも1920年（大正9年）に大阪市電九条高津線の新線（九条高津連絡線）が敷設されたが、前者は1963年（昭和38年）に、後者も1969年（昭和44年）に廃止された。市電廃止後、賑橋 - 叶橋間には阪神高速1号環状線の高架下のスペースを利用した市バス（現・大阪シティバス）のなんばバスターミナルが設置されている。また、同区間の地下には今後なにわ筋線の南海新難波駅（仮称）が設置される予定である。
- 1733年（享保18年） 開削。
- 1879年（明治12年） 延長開削。
- 1959年（昭和34年） 埋立。

## 架かっていた橋
上流から
- 浪吉橋（なみよしばし）
- 賑橋（にぎわいばし） - 千日前通
- 新川橋（しんかわばし）
- 叶橋（かのうばし）
- 浪華橋（なみはなばし。浪華橋とも表記された難波橋とは異なる） - 国道25号
- 入船橋（いりふねばし）
- 大倉橋（おおくらばし）